# 絡蛺蝶屬
絡蛺蝶屬（學名：Texola）是蛺蝶亞科網蛺蝶族中的一個屬。物種分佈於美國南部墨西哥。

## 物種
- 絡蛺蝶 Texola elada
- 無序絡蛺蝶 Texola anomalus
  - 克萊絡蛺蝶 T. a. coracara